# Лука Кронбергер
Лука Кронбергер (нім. Luca Kronberger, нар. 15 лютого 2002, Шварцах-ім-Понгау) — австрійський футболіст, нападник клубу «Штурм» (Грац).

## Ігрова кар'єра
Народився 15 лютого 2002 року в місті Шварцах-ім-Понгау. Вихованець юнацьких команд футбольних клубів «Санкт-Йоганн» та «Адміра Ваккер Медлінг». З 2019 року став виступати за резервну команду останнього в Регіональній лізі, взявши участь у 19 матчах чемпіонату.
За основну команду перший матч зіграв в серпні 2020 року в Кубку Австрії проти «Герти» (Вальс), а 8 листопада 2020 року в матчі проти ЛАСКа (0:4) він дебютував в австрійській Бундеслізі. Заагалом за півтора року в «Адмірі» він провів 40 матчів у Бундеслізі, у яких забив один гол — 21 лютого 2021 року в поєдинку проти ЛАСКа (1:2).
На початку 2022 року Кронбергер перейшов у «Штурм» (Грац) і 27 лютого в матчі проти «Гартберга» (3:0) дебютував за новий клуб. Станом на 31 липня 2022 року відіграв за клуб 8 матчів в національному чемпіонаті.

## Виступи за збірну
Виступав за юнацькі збірні Австрії до 17 та 18 років. З 2021 року залучався до складу молодіжної збірної Австрії. На молодіжному рівні зіграв у 5 офіційних матчах.

## Статистика виступів

### Статистика клубних виступів
Статистика оновлена станом на 31 липня 2021 року.
| Сезон             | Команда                    | Чемпіонат         | Чемпіонат | Чемпіонат | Національний кубок | Національний кубок | Національний кубок | Континентальні кубки | Континентальні кубки | Континентальні кубки | Інші змагання | Інші змагання | Інші змагання | Усього | Усього | Усього |
| Сезон             | Команда                    | Ліга              | Ігор      | Голів     | Ліга               | Ігор               | Голів              | Ліга                 | Ігор                 | Голів                | Ліга          | Ігор          | Голів         | Ігор   | Голів  |        |
| ----------------- | -------------------------- | ----------------- | --------- | --------- | ------------------ | ------------------ | ------------------ | -------------------- | -------------------- | -------------------- | ------------- | ------------- | ------------- | ------ | ------ | ------ |
| 2019–20           | «Адміра Ваккер Медлінг ІІ» | РЛ (ІІІ)          | 13        | 4         |                    | -                  | -                  |                      | -                    | -                    |               | -             | -             | 13     | 4      |        |
| 2020–21           | «Адміра Ваккер Медлінг ІІ» | РЛ (ІІІ)          | 6         | 3         |                    | -                  | -                  |                      | -                    | -                    |               | -             | -             | 6      | 3      |        |
| 2020–21           | «Адміра Ваккер Медлінг»    | БЛ                | 23        | 1         | КА                 | 1                  | 0                  |                      | -                    | -                    |               | -             | -             | 24     | 1      |        |
| 2021–22           | «Адміра Ваккер Медлінг»    | БЛ                | 2         | 0         | КА                 | 1                  | 1                  |                      | -                    | -                    |               | -             | -             | 3      | 1      |        |
| Усього за кар'єру | Усього за кар'єру          | Усього за кар'єру | 44        | 8         |                    | 2                  | 1                  |                      | -                    | -                    |               | -             | -             | 46     | 9      |        |